# Зелёный либерализм
Зелёный либерали́зм (эколиберали́зм, либера́льный энвайронментали́зм) — политическая идеология, предполагающая совмещение принципов либерализма с идеями защиты окружающей среды и разрешения экологических проблем.
Приверженцы этой идеологии обычно поддерживают либерализацию в вопросах гражданских (личных) и политических свобод, этичную либерализацию общественной нормы; и поддерживают экологическое регулирование в экономических вопросах (при этом отстаивая остальные экономические свободы по принципу невмешательства laissez-faire): в экономике эколиберализм находится в рамках принципов классического, реже — социального либерализма.
Термин «зеленый либерализм» был введён политическим философом Марселем Виссенбургом в его книге «Зелёный либерализм: свободное и зелёное общество» 1998 года. Он утверждает, что либерализм должен отвергнуть идею абсолютных прав собственности и принять ограничения, ограничивающие свободу злоупотребления природой и природными ресурсами. Однако он отвергает контроль над ростом населения и любой контроль над распределением ресурсов как несовместимый с правом, вместо этого отдавая предпочтение контролю со стороны спроса и предложения.
Сторонники идеологии стремятся минимизировать ущерб, который был нанесён человечеством миру природы, а также начать регенерацию поврежденных от деятельности людей регионов Земли.
Британский историк и политик Конрад Рассел посвятил одну из глав своей книги «Справочник умного человека по либерализму» именно зелёному либерализму. В главе описывались идеалы и принципы данной идеологии.